# 程璧光
程 璧光（てい へきこう）は、清末民初の海軍軍人。孫文（孫中山）らの南方政府を支持した人物である。字は恒啓。号は玉堂。

## 事跡

### 海軍軍人としての台頭
父はアメリカで商売を営んでいたが、1871年（同治10年）にサンフランシスコで死去したため、程璧光は棺を守って帰国した。15歳のときに、馬江船政局の水師学堂で学び、卒業後は海軍で順調に昇進している。1894年（光緒20年）、程璧光は粤艦領隊に任じられ、広甲・広乙・広丙の3艦を率いて北上した。日清戦争が勃発すると、当初は後備を命じられたが、程は自ら李鴻章に志願して最前線に赴く許可を得ている。しかし大東溝において、日本側艦隊との戦闘中に負傷してしまった。翌年2月、威海衛において北洋艦隊が覆滅され、清の敗北に終わると、程は官職を解かれて帰郷している。
帰郷直後に、程璧光は興中会を組織していた孫文と出会う。孫文と、すでに入会していた弟の程奎光の勧誘を受けて、程璧光も興中会に加入した。しかし同年10月、興中会の蜂起が失敗して、程奎光は殺害されてしまう。程璧光はマレーシアのペナン島へと逃亡したが、しばらくは革命派との関与を慎むようになる。
1896年（光緒22年）春、李鴻章が欧州へ向かう最中にペナン島に立ち寄ったところ、程璧光と対面して再任官を勧めてきたため、程もこれに応じた。5月、李鴻章は英国で建造中の海天・海圻の2艦の統率を程に委ね、程はこれを率いて帰国した。帰国後は、北洋営務処会弁、船政司司長を歴任する。1909年（宣統元年）、巡洋艦隊統領に任ぜられた。翌年冬には、海軍部第二司司長に任ぜられる。1911年（宣統3年）6月、ジョージ5世の戴冠式に際して、正使の載振に副使として随従した。戴冠式終了後は、程は艦を率い、南北アメリカの各国に寄港してから帰国している。
辛亥革命勃発当時、程璧光はまだ海外にあった。伍廷芳ら革命派の帰国要請もあったものの、実際の帰国は1912年（民国元年）夏となってしまう。そのときには、すでに劉冠雄が海軍総長の地位にあったため、程はこの状況を見て辞職し、上海に引きこもってしまった。
袁世凱は程を放置しようとせず、翌年には海軍高等顧問として招聘した。さらに陸海軍大元帥統率弁事処参議に任じている。しかし1915年（民国4年）に袁が皇帝即位を目論んだ際には、程は表立って反抗こそしなかったものの、友人に不満の意を漏らす手紙を送るなどしている。

### 南方政府へ
袁世凱死後の1916年（民国5年）6月、程璧光は、段祺瑞内閣において海軍総長に任命された。府院の争いでは、黎元洪を支持している。翌年5月、黎が段を国務総理から罷免したため、段を支持する督軍団から圧迫を受けるようになると、程は黎に南下して孫文の護法運動に参加するよう促した。しかし黎はこれに応じず、程は南方支持派の艦とともに単独で上海に向かった。その後、7月に正式に護法運動への合流を宣言し、9月、中華民国軍政府において海軍総長に任命された。
孫文らの軍政府においても、孫文派や旧広西派（旧桂系）、雲南派など様々な派閥の争いがあった。程璧光は、いずれの派閥とも一定の関係を有していたため、各派との調停に動くことが多かった。例えば、1918年（民国7年）2月初めには、程は孫文に7総裁による合議制への改組を受け入れるよう進言し、孫文も不承不承とはいえ、その進言に従うことになる。
しかし、改組が実施される前の同年2月26日、程璧光は広州海珠において刺客に狙撃され、胸を撃ち抜かれて即死した。享年58。この刺客は、孫文派の一員であった朱執信により派遣されたものである。朱は旧桂系にも融和的な態度を示す程を猜疑し、暗殺を指示したのであった。しかし孫文は程の死を悼み、海珠公園に程の銅像を建てさせて、これを記念した。北京政府の黎元洪も、後に海軍上将の位を追贈している。また程の死後、孫文派と旧桂系との関係は完全な決裂に至ることになった。